# Martin Rozhoň
Martin Rozhoň (* 20. dubna 1979) je český podnikatel, manažer.

## Život
Studoval na fakultě informačních technologií Vysokého učení technického v Brně a ESMA MBA.
Je zakladatelem akciové společnosti Vivantis, která provozuje e-shopy Prozdravi.cz, Prezdravie.sk, Krasa.cz, Parfemy.cz, Hodinky.cz, Sperky.cz atd. V roce 2018 firmu Vivantis prodal skupině Mall Group a věnuje se investicím do startupů, například StartupYard, VRgineers, Spirit Element, Econea, atd. Od roku 2009 je členem předsednictva Asociace pro elektronickou komerci.

## Ocenění
- 2009 – Podnikatel roku v Pardubickém kraji – 10. ročník soutěže společnosti Ernst & Young
- 2010 – v soutěži Shop roku vyhledávače Heureka.cz v kategorii Krása a zdraví získal web Parfemy.cz 2. místo
- 2011 – v soutěži Shop roku v kategorii Krása a zdraví získal web Parfemy.cz 3. místo a web ProZdravi.cz 4. místo
- 2012 – v soutěži Shop roku získal web ProZdravi.cz v kategorii Krása a zdraví 1. místo a web Parfemy.cz v kategorii Parfémy 2. místo
- 2015 – Web Hodinky.cz získal 2. místo v soutěži Shop roku v kategorii Módní doplňky[4]